# Haselbach, Altenburger Land
Haselbach là một đô thị thuộc huyện Altenburger Land, trong bang Thüringen, Đức. Đô thị Haselbach, Altenburger Land có diện tích 2,75 km².